# Belluno
Belluno là một thành phố thủ phủ tỉnh Belluno ở Veneto, đông bắc Ý. Belluno có diện tích 147,18 km2, dân số thời điểm 31 tháng 12 năm 2006 là 35.983 người.
Đô thị này có đơn vị dân cư trực thuộc: * Antole, Bes, Bolzano Bellunese, Caleipo-Sossai, Castion, Castoi, Cavessago, Cet, Chiesurazza, Cirvoi, Col di Piana, Col di Salce, Collungo, Cusighe, Faverga, Fiammoi, Giamosa, Giazzoi, Levego, Madeago, Miér, Nevegal, Orzes, Pedeserva, Pra de Luni, Rivamaor, Safforze, Sala, Salce, San Pietro in Campo, Sopracroda, Sois, Sossai, Tassei, Tisoi, Vezzano, Vignole, Visome
- Các phường trung tâm thành phố: Baldenich, Borgo Piave, Borgo Prà, Cavarzano, Mussoi, San Lorenzo, Quartier Cadore, Via Feltre-Maraga, San Francesco, Lambioi, Via Montegrappa, Via Cairoli, Nogarè.

Đô thị này giáp các đô thị sau: Farra d'Alpago, Limana, Longarone, Ponte nelle Alpi, Sedico, Sospirolo, Vittorio Veneto (Tréviso).

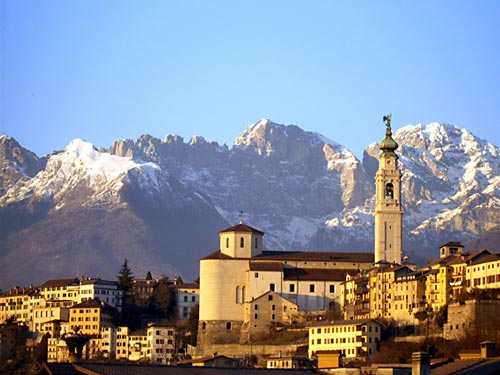
Belluno